# Selce (powiat Bańska Bystrzyca)
Selce – wieś (obec) na Słowacji położona w kraju bańskobystrzyckim, w powiecie Bańska Bystrzyca. Znajduje się w dolinie Lukačovskiego potoku (Lukačovský potok) u południowych podnóży Starohorskich Wierchów.
Pierwsze wzmianki o miejscowości pochodzą z roku 1332. Według danych z dnia 31 grudnia 2012, wieś zamieszkiwało 2185 osób, w tym 1101 kobiet i 1084 mężczyzn.
W 2001 roku rozkład populacji względem narodowości i przynależności etnicznej wyglądał następująco:
- Słowacy – 98,36%
- Czesi – 0,7%
- Morawianie – 0,05%
- Polacy – 0,1%
- Węgrzy – 0,15%

Ze względu na wyznawaną religię struktura mieszkańców kształtowała się w 2001 roku następująco:
- Katolicy rzymscy – 82,49%
- Grekokatolicy – 0,25%
- Ewangelicy – 7,86%
- Prawosławni – 0%
- Husyci – 0%
- Ateiści – 4,78%
- Przedstawiciele innych wyznań – 0,05%
- Nie podano – 3,28%